# Matt Lewis
Matt Lewis (Woodbridge, 21 dicembre 1998) è un cestista statunitense.